# Metropolitanato de Colonia
El metropolitanato de Colonia (en griego: Ιερά Μητρόπολη Κολωνίας) es una diócesis vacante de la Iglesia ortodoxa perteneciente al patriarcado de Constantinopla, cuya sede estaba en Nicópolis (la actual Şebinkarahisar) en Turquía. Su titular llevaba el título de metropolitano de Colonia, el más honorable ('hipertimos') y exarca del Alto Ponto (en griego: Ο Κολωνίας υπέρτιμος και έξαρχος της 
Άλτο Πόντο). Es una antigua sede metropolitana de la diócesis civil del Ponto y en el patriarcado de Constantinopla.

## Territorio
El territorio del metropolitanato se encuentra en las provincias de Giresun y Sivas. El área del metropolitanato limita al norte con los metropolitanatos de Neocesarea y de Caldia, Cheriana y Céraso; al este con el metropolitanato de Caldia, Cheriana y Céraso; al sur con la arquidiócesis greco-ortodoxa de Teodosiópolis (de la Iglesia ortodoxa de Antioquía) y con el metropolitanato de Neocesarea; y al oeste con el metropolitanato de Neocesarea.
Además de Şebinkarahisar y de Koyulhisar (la antigua Colonia), otras localidades del metropolitanato son Suşehri y Alucra.

## Historia
Durante el siglo IV Nicópolis y Colonia se volvieron diócesis sufragáneas del metropolitanato de Sebaste dentro del exarcado del Ponto, que encabezaba el metropolitanato de Cesarea. El canon 28 del Concilio de Calcedonia en 451 pasó al patriarca de Constantinopla las prerrogativas del exarca del Ponto, por lo que el metropolitanato de Sebaste y sus diócesis sufragáneas pasaron a ser parte del patriarcado.
Hay varios obispos conocidos de la antigua diócesis de Nicópolis de Armenia. Teodoto, Frontón, Eufronio y Panestio se mencionan en algunas cartas de san Basilio. Frontón era un obispo intruso, mientras que Eufronio fue transferido de la diócesis de Colonia a Armenia. Juan está documentado en tres ocasiones: el llamado Latrocinio de Éfeso en 449, el Concilio de Calcedonia en 451, y la carta de los obispos de Armenia Primera al emperador León en 458 después de la muerte de Proterio de Alejandría. Focio estuvo presente en el Concilio Quinisexto en Trullo en 692 y Jorge en el Concilio de Nicea II en 787. Finalmente, se menciona al obispo san Gregorio en la primera mitad del siglo XI en Orleans, donde vivió unos años en la época del obispo Odolric de Broyes (1021-1035).
Colonia fue promovida a arquidiócesis autocéfala antes de 879 y aparece así en la Notitia Episcopatuum atribuida al emperador bizantino León VI el Sabio (886-912). Antes de 1067 pasó a ser una sede metropolitana y en el siglo XIII las Notitiae la muestran como tal. Hay varios obispos conocidos de la antigua sede de Colonia. En 375 san Basilio el Grande escribió al obispo Eufronio, quien en el mismo año fue transferido a Nicópolis, su tierra natal. Esto causó cierta agitación en Colonia y Basilio tuvo que escribir a los líderes de la ciudad para calmar la situación. Eustacio firmó la carta de los obispos de la provincia de Armenia Primera al emperador León. Juan I fue obispo de aproximadamente 482 a 492, según el sinasario griego. Más tarde renunció y se retiró la laura de San Saba en Palestina. De acuerdo con Le Quien en 518 Proclo, obispo jacobita mencionado en un Chronicon' del patriarca jacobita de Antioquía, fue depuesto y alejado de la ciudad por el emperador Justino I. Un Juan II asistió al Concilio de Constantinopla en 553. Calínico participó en el concilio de 680 y en el llamado del Trullo de 692. Niceto estaba entre los padres del Concilio de Nicea II, mientras que Constantino participó en el concilio de 879 que rehabilitó al patriarca Focio.
Nicópolis y Colonia fueron tomadas por los selyúcidas circa 1075 y recuperadas por los bizantinos en 1108. Después de 1204 el área alternó entre el Imperio de Trebisonda, los selyúcidas y los turcomanos hasta que cayó en manos otomanas en 1473. En 1391 la despoblación hizo que el metropolitanato de Colonia fuera suprimido y anexado al metropolitanato de Trapezus. Lo mismo ocurrió con la diócesis de Nicópolis hacia la misma fecha. Posteriormente el área pasó a ser parte del metropolitanato de Neocesarea y en el siglo XVIII se restableció la diócesis de Nicópolis como sufragánea de Neocesarea. El 10 de enero de 1889 fue promovida a metropolitanato de Nicópolis. Posteriormente fue renombrado como metropolitanato de Colonia debido a que ya existía un metropolitanato de Nicópolis en Epiro, manteniendo la sede en Şebinkarahisar.
El área fue parte de la República del Ponto entre enero y noviembre de 1920. Tras reocupación turca, el Tratado de Lausana en 1923 implementó un intercambio de poblaciones entre Grecia y Turquía que condujo a la extinción completa de la presencia cristiana ortodoxa en el territorio del metropolitanato de Colonia.

## Cronología de los obispos

### Obispos de Nicópolis
- Teodoto † (mencionado en 372)
  - Frontón † (obispo intruso)
- Eufronio † (circa 375-?)
- Panestio †
- Juan † (antes de 449-después de 458)
- Focio † (mencionado en 692)
- Jorge † (mencionado en 787)
- San Gregorio † (primera mitad del siglo XI)

### Obispos de Colonia
- Eufronio † (?-circa 375 nombrado obispo de Nicópolis)
- Eustacio † (mencionado en 458)
- San Juan Silenciario † (circa 482-circa 492 renunció)
- Proclo † (?-518 exiliado)
- Juan II † (mencionado en 553)
- Calínico † (antes de 680-después de 692)
- Niceto † (mencionado en 787)
- Constantino † (mencionado en 879)

### Metropolitanos de Nicópolis
- Juanicio † (?-1832 falleció)
- Cristóforo † (octubre de 1832-1860 renunció)
- Jeremías † (27 de noviembre de 1864-octubre de 1878 falleció)
- Genadio † (agosto de 1879-10 de enero de 1889	suspendido)

### Metropolitanos de Colonia
- Doroteo I † (10 de enero de 1889-1894 falleció)
- Leoncio † (15 de febrero de 1894-29 de abril de 1899 trasladado al metropolitanato de Filadelfia)
- Policarpo † (16 de mayo de 1899-28 de abril de 1911 trasladado al metropolitanato de Neocesarea)
- Sofronio † (28 de abril de 1911-10 de febrero de 1917 falleció)
- Doroteo II † (11 de julio de 1917-17 de enero de 1919	renunció)
  - Sede vacante (1919-1967)
- Gabriel † (9 de abril de 1967-29 de diciembre de 2003 falleció)